# Герлуин де Монтрёйль
Герлуин (фр. Herluin de Montreuil; убит 13 июля 945) — граф Монтрёйля и светский аббат Сен-Рикье с 926 года, граф Амьена с 944 года. Сын Хельго де Монтрёйля.

## Биография
Согласно Рихеру Реймскому, последовательность графов Монтрёйля (Понтьё) следующая: Ангильберт — Нитард — Родольф (брат матери Карла Лысого) (853—866) — его сын Вельф — Хельго I (877—879) — Герлуин I — Хельго II (ум. 926) — Герлуин II (926—945).
В 929 году Герлуин вступил в конфликт с графом Гербертом II де Вермандуа и герцогом Франции Гуго Великим. Они осадили его в Монтрёйле, но по не совсем понятной причине Гуго Великий отказался от продолжения военных действий.
В 932 году Герлуин разгромил войско Герберта II де Вермандуа, но тот вступил в союз с Арнулем Фландрским, и они в 939 году изгнали Герлуина из его владений.
После этого Герлуин согласился стать вассалом Нормандии, и с помощью герцога Гильома Длинная Шпага отвоевал Монтрёйль.
В 944 году король передал ему графство Амьен. Однако 13 июля 945 года прибывшие в Нормандию датские викинги убили Герлуина в начавшемся бою. Его брат Ламберт, желая отомстить, ввязался в войну и тоже погиб.

## Семья
Герлуин был женат дважды, имена и происхождение жён не выяснены. У него было как минимум двое детей, но известен только сын — Роже (родился между 928 и 939 годами). Он наследовал отцу, но его единственный сын Гуго умер в 961 году в подростковом возрасте.
Зять короля Гуго Капета (муж его дочери Гизель Французской), по имени — тоже Гуго (ум. 1000), в некоторых источниках называется сыном Герлуина де Монтрёйля. Данная версия основана на том, что указанный Гуго был адвокатом (avoué) аббатства Сен-Рикье. Возможно, он тот Гуго, который якобы умер в 961 году.